# Chaleponcus trifolius
Chaleponcus trifolius är en mångfotingart som först beskrevs av Carl Graf Attems 1928.  Chaleponcus trifolius ingår i släktet Chaleponcus och familjen Odontopygidae. Inga underarter finns listade i Catalogue of Life.